# Zwalista Turnia
Zwalista Turnia (słow. Westerov štít, niem. Weszterspitze, węg. Wesztercsúcs) – wybitny szczyt w słowackich Tatrach Wysokich. Znajduje się w bocznej grani, którą na południowy wschód wysyła Mała Wysoka. Zwalista Turnia od Baniastej Turni oddzielona jest Zwalistą Przełęczą, a od Staroleśnego Szczytu – Zwodną Ławką.
Zwalista Turnia nie jest dokładnie pomierzona, jednak niekiedy podaje się jej wysokość wynoszącą 2409 m n.p.m. Nieco niższa Baniasta Turnia ma ok. 2414 m, więc wysokość 2409 m wydaje się błędna. W masywie Zwalistej Turni znajduje się wiele mniej znaczących obiektów. W obrębie południowo-zachodnich stoków wyróżniają się:
- Zwodna Baszta (Zvodná bašta),
- Zwalisty Przechód (Westerovo sedlo), przez który biegnie Granacka Ławka,
- Zwalista Baszta (Westerova stena), zaliczana do grupy Granackich Baszt,
- Sucha Przehyba (Guľatá priehyba),
- Sucha Kopa (Guľatý kopec).

Z kolei w grani północno-zachodniej, opadającej na Zwalistą Przełęcz, położone są:
- Wyżnia Zwalista Szczerbina (Vyšná Westerova štrbina),
- Mała Zwalista Turniczka (Westerova vežička),
- Niżnia Zwalista Szczerbina (Nižná Westerova štrbina),
- Zwalista Kopa (Westerova kopa).

Na szczyt nie prowadzą żadne znakowane szlaki turystyczne, jest dostępna dla taterników, dla których najciekawsze są jej urwiska od strony Doliny Staroleśnej.
Polska nazwa Zwalistej Turni pochodzi od jej kształtu. Nazewnictwo słowackie, niemieckie i węgierskie zostało nadane na cześć Paula Wesztera, który w 1888 r. wraz ze swymi szwagrami założył miejscowość Tatrzańska Polanka.

## Historia
Pierwsze wejścia turystyczne:
- Edward Koelichen, Jan Koelichen, Franciszek Krzyształowicz, Kazimierz Przerwa-Tetmajer, Tadeusz Boy-Żeleński, Klimek Bachleda, Jan Bachleda Tajber, Józef Haziak i Jan Obrochta Tomkowy, 14 sierpnia 1892 r. – letnie,
- Stanisław Krystyn Zaremba, 8 marca 1928 r. – zimowe.